# Travian
A Travian egy több ezer játékos által játszható böngésző alapú valós idejű stratégiai játék, melyet a német Travian Games cég fejlesztett. A játék fejlesztői az ókorból, főként a Római Birodalomból merítették ötleteiket a harci jellegű stratégiai játékhoz. Három angol és az eredeti német nyelvű verzió mellett a Traviant 40 másik nyelvre fordították le, és öt milliónál több regisztrált felhasználója van a háromszáznál is több szerveren. 2006-ban megnyerte a Superbrowsergame-díjat a nagy játékok kategóriájában.
A játék PHP nyelven készült, a legtöbb modern böngészővel játszható. A Travian volt a műfajának első olyan játéka, mely mobiltelefonon keresztül is játszható. Ez a változata Javát használ, de mostanra ezt az alkalmazást már nem fejlesztik tovább.

## Jellemzők

### Játékmenet
Minden játékos regisztrációja után választhat, hogy római, gall vagy teuton (germán) falut szeretne irányítani, melynek kezdetben két lakosa van. A faluban egyetlen épület, a Főépület látható, körülötte üresen álló helyek a későbbi épületek számára. Minden játékos első falujában azonos nyersanyageloszlás van, a később alapított falvaknál már eltérőek lehetnek. Minden nyersanyaglelőhelyen van favágó, agyagbánya, vasércbánya és búzafarm. Ezek szintektől függően óránként adott mennyiséget termelnek fából, agyagból, vasból és búzából, melyek az újabb épületek felhúzásához és fejlesztéséhez, a lakosság és a katonaság ellátáshoz szükségesek. A lelőhelyek szintjének növelésével a termelt mennyiség is növekszik. A játék kezdetén az építhető épületek száma korlátozott, a falu fejlődésével egyre több építmény érhető el.
Az építkezés mellett a játék jelentős eleme a katonai csapatok kiépítése. A katonasághoz szükséges a kaszárnya, nagy kaszárnya, istálló, nagy istálló és a műhely. Csapatai segítségével a játékosok megtámadhatják mások falvait, nyersanyagot rabolhatnak. Amikor a kaszárnyát 3. szintre fejleszti a játékot, akadémiát is építhet, ahol újabb típusú katonákat fejleszthet, majd újabb épületeket, pl. kovácsműhelyet építhet, ahogy az akadémia fejlettségi szintje növekszik. Az istállóban képezhető a lovasság, ezek az egységek gyorsabbak, de képzésük drágább a gyalogos katonáknál. A műhelyben építhetőek a faltörő kosok és katapultok, melyekkel támadás során az ellenfél épületeit lehet lerombolni. Ezek az eszközök lassabban "közlekednek", és építésük drágább a gyalogos és lovas csapatoknál egyaránt. A gyülekezőtér és az akadémia magas szintre fejlesztése után létrehozható és fejleszthető a főnök, aki beszédeivel képes arra, hogy ellenséges falvak lakóit meggyőzze arról, hogy csatlakozzon az ő falujához. A játékos a játék kezdetén a Hőssel játszik, akivel kalandozhat, oázisokat fosztogatnak, majd később a Hősök háza nevű épület felfejlesztése után további oázisokat is elfoglalhat.
A Travian végső célja felépíteni és 100-as szintig fejleszteni a világcsodát. Ehhez rengeteg nyersanyag és rengeteg idő szükséges. Amikor valamely játékos világcsodája eléri a 100-as szintet, a játéknak vége és győztest hirdetnek.

### Játékosok
Egy-egy szerveren egy játékos csak egy felhasználóként játszhat, de egy felhasználó neve mögött játszhat több ember vagy egy csoport.

### Törzsek
A játékban háromféle törzs vesz részt, rómaik, gallok és a teutonok (a magyar verzióban germánok elnevezéssel). Mind rendelkezik néhány sajátossággal. A rómaiak gyorsabban tudnak építkezni, a gallok jobban védőként, a germánok pedig a támadó stílusú játékra megfelelőbbek. Ettől függetlenül mindhárom törzs képes védő vagy támadó játékot is játszani.
A negyedik törzs, a natarok ún. nem játékos karakterek (NPC: non-player character), akik a játék szerint a gallok és germánok leigázói voltak, mielőtt a rómaiak megszállták volna Traviant. A natarok számos előnnyel rendelkeznek a többi szereplőhöz képest, de csak a végjáték során jelennek meg.
Még egy nem játékos szereplője a játéknak a "természet", mely az elhagyatott oázisokban jelenik meg. A többi törzzsel ellentétben a természet serege nem támad, de a játékosok megtámadhatják őket. A természet elemei a patkányok, pókok, kígyók, denevérek, vaddisznók, farkasok, medvék, krokodilok, tigrisek és elefántok.

### Végjáték
Minden Travian-szerver egy végjátékkal zárul. A normál szervereknél a végjáték 260 nap után kezdődik, a Speed3x szervereken 100 nap után. Amikor ez az idő eltelt, a natarok kiszabadulnak. Mivel a játékoson az adott szerveren már elkezdték a világcsoda építését, melynek terveit a nataroktól rabolták el, a játékosok mind az ellenfeleik, azok szövetségesei és a natarok részéről is ellenállásba ütköznek. A világcsoda minden ötödik szintje után a natarok megtámadják a csodát fejlesztő falvakat, egészen a 95. szintig. Onnantól minden egyes szintlépésnél támadnak. Az első játékos, akinek sikerül a 100. szintre fejlesztenie világcsodáját, megnyeri a játékot az adott szerveren, a szerver leáll, majd – általában három hét után – újraindul, új játék kezdődik.

## Verziók
| Verzió | Dátum               |
| ------ | ------------------- |
| 1      | 2004. szeptember 5. |
| 2      | 2005. március 12.   |
| 3      | 2006. június 30.    |
| 3.5    | 2009. február 3.    |
| 3.6    | 2009. november 4.   |
| 4      | 2011. február 16.   |
| 4.2    | 2013. március       |

## Pénzügyi háttér
A Travian működését kezdetben a játékosok maguk biztosították anyagilag azzal, hogy az úgynevezett Plusz számláért fizettek. Később ezt módosították úgy, hogy Pluszért való fizetés ellenében a játékban aranypénz vehető, mely felhasználható olyan előnyökre, mint az azonnali építkezés (az épületek felépülésének ideje alaphelyzetben típusuktól és szintjüktől függően változó, 3-4 perctől több óráig tarthat) illetve a következő építendő épület várólistára téve automatikusan elindul, nagyobb nyersanyag termelés vagy az erőbónusz a seregeknek. Ezekre a funkciókra később user szkripteket írtak, de ezek használata kitiltással jár, mert ellenkezik a Travian általános szabályzatával.
A 3.6-os verzió óta újabb aranypénzekért cserébe elérhető az Aranyklubhoz való csatlakozás lehetősége. Ezzel a játékosnak lehetősége van építőmestert alkalmazni, akivel az építendő építmények sorba állíthatóak, és amikor elegendő a szükséges nyersanyag mennyisége, automatikusan elindul az építkezés. Emellett további lehetőség támadás esetén a csapatok automatikus elrejtése az erdőben, 9 és 15 búzamezős farm kereső funkció, a játékos kereskedői háromszor fordulhatnak nyersanyagaikkal.
A rajongók számára elérhetőek játékkal kapcsolatos relikviák – pólók, bögrék, táskák, stb – a Travian-shopban.

## Fordítás
Ez a szócikk részben vagy egészben  a   Travian című angol Wikipédia-szócikk fordításán alapul.  Az eredeti cikk szerkesztőit annak laptörténete sorolja fel. Ez a jelzés csupán a megfogalmazás eredetét és a szerzői jogokat jelzi, nem szolgál a cikkben szereplő információk forrásmegjelöléseként.